# Vietnám a 2008. évi nyári olimpiai játékokon
Vietnám a kínai Pekingben megrendezett 2008. évi nyári olimpiai játékok egyik részt vevő nemzete volt. Az országot az olimpián 8 sportágban 13 sportoló képviselte, akik összesen 1 érmet szereztek.

## Érmesek
| Érem  | Versenyző      | Sportág    | Versenyszám |
| ----- | -------------- | ---------- | ----------- |
| Ezüst | Hoàng Anh Tuấn | Súlyemelés | Férfi 56 kg |

## Asztalitenisz
Férfi

| Versenyző      | Versenyszám | Selejtező                                     | 64-es főtábla                                                  | 48-as főtábla                                           | 32-es főtábla     | Nyolcaddöntő      | Negyeddöntő       | Elődöntő          | Döntő             | Helyezés |
| Versenyző      | Versenyszám | Ellenfél Eredmény                             | Ellenfél Eredmény                                              | Ellenfél Eredmény                                       | Ellenfél Eredmény | Ellenfél Eredmény | Ellenfél Eredmény | Ellenfél Eredmény | Ellenfél Eredmény | Helyezés |
| -------------- | ----------- | --------------------------------------------- | -------------------------------------------------------------- | ------------------------------------------------------- | ----------------- | ----------------- | ----------------- | ----------------- | ----------------- | -------- |
| Đoàn Kiến Quốc | Egyes       | Dave Zalcberg (AUS) · 11-8, 11-7, 12-10, 11-5 | Christophe Legoût (FRA) · 10-12, 11-7, 11-6, 6-11, 11-9, 14-12 | Alekszej Szmirnov (RUS) · 3-11, 11-5, 4-11, 12-14, 8-11 | kiesett           | kiesett           | kiesett           | kiesett           | kiesett           | 33.      |

## Atlétika
Férfi

| Versenyző         | Versenyszám | Előfutam | Előfutam | Előfutam | Elődöntő | Elődöntő | Elődöntő | Döntő   | Döntő    |
| Versenyző         | Versenyszám | Idő      | Hely.    | Össz.    | Idő      | Hely.    | Össz.    | Idő     | Helyezés |
| ----------------- | ----------- | -------- | -------- | -------- | -------- | -------- | -------- | ------- | -------- |
| Nguyễn Đình Cương | 800 m       | 1:52,06  | 7.       | 55.      | kiesett  | kiesett  | kiesett  | kiesett | kiesett  |

Női

| Versenyző    | Versenyszám | Előfutam | Előfutam | Előfutam | Negyeddöntő | Negyeddöntő | Negyeddöntő | Elődöntő | Elődöntő | Elődöntő | Döntő   | Döntő    |
| Versenyző    | Versenyszám | Idő      | Hely.    | Össz.    | Idő         | Hely.       | Össz.       | Idő      | Hely.    | Össz.    | Idő     | Helyezés |
| ------------ | ----------- | -------- | -------- | -------- | ----------- | ----------- | ----------- | -------- | -------- | -------- | ------- | -------- |
| Vũ Thị Hương | 100 m       | 11,65    | 3.       | 40.*     | 11,70       | 8.          | 39.         | kiesett  | kiesett  | kiesett  | kiesett | kiesett  |

* - két másik versenyzővel azonos időt ért el

## Sportlövészet
Férfi

| Versenyző         | Versenyszám    | Selejtező | Selejtező | Döntő   | Döntő    |
| Versenyző         | Versenyszám    | Pont      | Helyezés  | Pont    | Helyezés |
| ----------------- | -------------- | --------- | --------- | ------- | -------- |
| Nguyễn Mạnh Tường | Légpisztoly    | 572       | 33.       | kiesett | kiesett  |
| Nguyễn Mạnh Tường | Szabadpisztoly | 543       | 37.       | kiesett | kiesett  |

## Súlyemelés
Férfi

| Versenyző      | Versenyszám | Szakítás | Szakítás | Lökés    | Lökés    | Összesen | Helyezés |
| Versenyző      | Versenyszám | Eredmény | Helyezés | Eredmény | Helyezés | Összesen | Helyezés |
| -------------- | ----------- | -------- | -------- | -------- | -------- | -------- | -------- |
| Hoàng Anh Tuấn | 56 kg       | 130,0    | 2.*      | 160,0    | 1.*      | 290,0    |          |

Női

| Versenyző        | Versenyszám | Szakítás | Szakítás | Lökés    | Lökés    | Összesen | Helyezés |
| Versenyző        | Versenyszám | Eredmény | Helyezés | Eredmény | Helyezés | Összesen | Helyezés |
| ---------------- | ----------- | -------- | -------- | -------- | -------- | -------- | -------- |
| Nguyễn Thị Thiết | 63 kg       | 100,0    | 7.       | 125,0    | 6.       | 225,0    | 5.       |

* - egy másik versenyzővel azonos eredményt ért el

## Taekwondo
Férfi

| Versenyző       | Versenyszám | Nyolcaddöntő                   | Negyeddöntő       | Elődöntő          | Vigaszág elődöntő | Bronz- mérkőzés   | Döntő             | Helyezés |
| Versenyző       | Versenyszám | Ellenfél Eredmény              | Ellenfél Eredmény | Ellenfél Eredmény | Ellenfél Eredmény | Ellenfél Eredmény | Ellenfél Eredmény | Helyezés |
| --------------- | ----------- | ------------------------------ | ----------------- | ----------------- | ----------------- | ----------------- | ----------------- | -------- |
| Nguyễn Văn Hùng | Nehézsúly   | Chika Chukwumerije (NGR) · 1-3 | kiesett           | kiesett           |                   |                   |                   | 11.      |

Női

| Versenyző           | Versenyszám | Nyolcaddöntő                | Negyeddöntő                  | Elődöntő          | Vigaszág elődöntő             | Bronz- mérkőzés   | Döntő             | Helyezés |
| Versenyző           | Versenyszám | Ellenfél Eredmény           | Ellenfél Eredmény            | Ellenfél Eredmény | Ellenfél Eredmény             | Ellenfél Eredmény | Ellenfél Eredmény | Helyezés |
| ------------------- | ----------- | --------------------------- | ---------------------------- | ----------------- | ----------------------------- | ----------------- | ----------------- | -------- |
| Trần Thị Ngọc Trúc  | Légsúly     | Theresa Tona (PNG) · 5-0    | Buttree Puedpong (THA) · 1-2 |                   | Daynellis Montejo (CUB) · 0-4 | kiesett           |                   | 7.       |
| Nguyễn Thị Hoài Thu | Pehelysúly  | Bineta Diedhiou (SEN) · 0-1 | kiesett                      | kiesett           |                               |                   |                   | 11.      |

## Tollaslabda
| Versenyző            | Versenyszám | Selejtező                                  | 32-es főtábla                              | Nyolcaddöntő      | Negyeddöntő       | Elődöntő          | Bronz- mérkőzés   | Döntő             | Helyezés |
| Versenyző            | Versenyszám | Ellenfél Eredmény                          | Ellenfél Eredmény                          | Ellenfél Eredmény | Ellenfél Eredmény | Ellenfél Eredmény | Ellenfél Eredmény | Ellenfél Eredmény | Helyezés |
| -------------------- | ----------- | ------------------------------------------ | ------------------------------------------ | ----------------- | ----------------- | ----------------- | ----------------- | ----------------- | -------- |
| Nguyễn Tien Minh     | Férfi egyes |                                            | Hsien Yu-Hsing (TPE) · 16-21, 21-15, 15-21 | kiesett           | kiesett           | kiesett           | kiesett           | kiesett           | 17.      |
| Lê Ngọc Nguyên Nhung | Női egyes   | Thilini Dzsajaszinghe (SRI) · 21-13, 21-12 | Hirosze Eriko (JPN) · 7-21, 12-21          | kiesett           | kiesett           | kiesett           | kiesett           | kiesett           | 17.      |

## Torna
Đỗ Thị Ngân Thương volt az első vietnámi tornász az olimpiai játékok történetében. A NOB szabadkártyával engedélyezte indulását. A selejtezők során 52,100 pontos eredményével az 59. helyet szerezte meg, ám augusztus 15-én fennakadt egy doppingteszten, ezért kizárták. A NOB orvosa, Arne Ljungqvist szerint ennek a „sportoló hiányos ismeretei” lehettek az okai, semmint a szabályok megszegésére irányuló szándékos kísérlet.
Női

| Versenyző          | Versenyszám      | Selejtező | Selejtező | Döntő    | Döntő    |
| Versenyző          | Versenyszám      | Pontszám  | Helyezés  | Pontszám | Helyezés |
| ------------------ | ---------------- | --------- | --------- | -------- | -------- |
| Đỗ Thị Ngân Thương | Talaj            | 11,900    | kizárták  | kizárták | kizárták |
| Đỗ Thị Ngân Thương | Ugrás            | 13,262    | kizárták  | kizárták | kizárták |
| Đỗ Thị Ngân Thương | Felemás korlát   | 12,575    | kizárták  | kizárták | kizárták |
| Đỗ Thị Ngân Thương | Gerenda          | 14,225    | kizárták  | kizárták | kizárták |
| Đỗ Thị Ngân Thương | Egyéni összetett | 52,100    | kizárták  | kizárták | kizárták |

## Úszás
Férfi

| Versenyző       | Versenyszám | Előfutam | Előfutam | Előfutam | Elődöntő | Elődöntő | Elődöntő | Döntő   | Döntő    |
| Versenyző       | Versenyszám | Idő      | Hely.    | Össz.    | Idő      | Hely.    | Össz.    | Idő     | Helyezés |
| --------------- | ----------- | -------- | -------- | -------- | -------- | -------- | -------- | ------- | -------- |
| Nguyễn Hữu Việt | 100 m mell  | 1:06,36  | 4.       | 58.      | kiesett  | kiesett  | kiesett  | kiesett | kiesett  |